# Pozitronska emisijska tomografija
Pozitronska emisijska tomografija (kratica PET) je vrsta nuklearno-medicinskega slikanja, ki ustvari tridimenzionalno sliko funkcijskih procesov v telesu.
Postopek slikanja poteka tako, da preiskovancem vbrizgajo v krvni obtok radioaktivno snov, imenovano označevalec, ki se veže na ustrezne tarče v možganih. Obroč detektorjev okrog preiskovančeve glave beleži čas in položaj izsevanja žarkov gama, izhajajočih iz radioaktivnih označevalcev, ki razpadajo v možganih. S PET lahko izdelamo cele zemljevide sprememb v lokalnem pretoku krvi v možganih. Take meritve so pokazale, s katerimi možganskimi področji se povezujejo senzorični, motorični in kognitivni procesi. PET ima kar nekaj slabosti, glavna izmed njih je gotovo ta, da moramo preiskovancu vbrizgati radioaktivno snov. To pomeni, da pri mnogih ljudeh takega slikanja ne moremo opraviti (gotovo ne pri otrocih in ženskah v rodnem obdobju).
Vsebinska razlaga slike, dobljene s PET-om, je odvisna od uporabljenega označevalca, na katerega vežemo radioaktivno snov. Če npr. uporabljamo radioaktivni izotop fluora, ki ga namesto kisika vežemo v glukozo, bo količina radioaktivnega sevanja, ki je posledica kopičenja tega sledilca (fluorodeoksiglukoze), odražala stopnjo presnove v tkivu. Če uporabimo z radioaktivnim izotopom kisika označeno vodo, bo količina sevanja odraz krvnega pretoka. V obeh primerih bomo torej dobili oceno aktivnosti posameznih področij možganov - aktivnejša področja možganov namreč označuje povišana presnova, z večjo porabo glukoze ter večjim pretokom krvi. Z radioaktivnimi izotopi lahko označimo tudi katerokoli drugo spojino, kot so npr. predstopnje oz. prekurzorji nevrotransmiterjev (fluorodopa) ali spojine, ki se vežejo na bolezenske odlage beljakovin v možganih. V prvem primeru lahko tako spremljamo privzem, sintezo in sproščanje nevrotransmiterjev, v drugem pa ocenimo morebitno prisotnost patološkega kopičenja beljakovin, denimo povezanih z demenco pri Alzheimerjevi in podobnih boleznih.